# كليومينس الأول
كليومينس الأول ملك إسبرطة وهو ابن أناكساندريداس الثاني الذي خلفه عام 520 ق م وكان أهم ما حدث في عهده هو انتصاره الساحق على جيوش أرغوس قرب تيرينس، وروى هيرودوت أنه أحرق ستة آلاف منهم حتى الموت في حرشة مقدسة كانوا يختبئون فيها بعد هزيمتهم، فحققت لإسبرطة السيطرة الكاملة على البيلوبونيز
لم تكن تدخلات كليومينس في سياسة وسط اليونان بذات النجاح، وفي عام 510 ق م تقدم إلى أثينا بقوة إسبرطية للمساعدة في طرد البيسيستراتيديين، وعاد لاحقا إليها ليساعد الحزب الأوليغاركي الذي يقوده إيساغوراس ضد كليسثينيس، وطرد 700 عائلة ونقل الحكومة من المجلس إلى 300 من الأوليغاركي، ولكنه حوصر في الأكروبوليس أجبر على الاستسلام، وفي طريق عودته جمع قوة كبيرة وكان نيته جعل إيساغوراس طاغية على أثينا ولكن معارضة حلفائه الكورنثيين وزميله ديماراتوس سببت انتهاء الحملة بعد وصوله إلى إليوسيس.
في عام 491 ق م هاجم أيجينا ليعاقبها على استسلامها لدارا الأول، على أن مؤامرات زميله أحبطت المهمة، وانتقم بأن اتهم ديماراتوس بعدم شرعيته ونحى به لمصلحة ليوتيخيدس، ولكن اكتشف أن كليومنيس رشى كاهنة دلفي لكي تقيم له حجته واضطر للهرب، وذهب أولا إلى ثيساليا ثم أركاديا حيث حاول أن يحض على تمرد ضد إسبرطة. وحوالي العام 488 ق م تم استدعاؤه ولكن بعدها أصيب بالجنون. وخلفه ليونيداس الأول بطل معركة ثيرموبيلاي عام 480 ق م.
لم يذكر كليومينس باستحسان من هيرودوتس ومن مخبريه وزاد باوسانياس عن تلخيصات هيرودوتس قليلا، وعلى الرغم من فشله، والذي رجع في الأغلب بسبب غيرة ديماتاروس، فقد قوى إسبرطة وقوى موقفه كبطل وقائد للعرق اليوناني، واتجهت إليه المدن الأيونية في آسيا الصغرى عندما ثارت على الإمبراطورية الفارسية، ويرى ج. ويلز أن حملة أرغوس كانت في بدايات عهده بينما أغلب المؤرخين يرون أنها كانت سنة 495 ق م.